# Mikroregion Montanha

Mikroregion Montanha

Mikroregion Montanha – mikroregion w brazylijskim stanie Espírito Santo należący do mezoregionu Litoral Norte Espírito-Santense. Ma powierzchnię 2.990,8 km²

## Gminy
- Montanha
- Mucurici
- Pinheiros
- Ponto Belo